# Tavo Burat

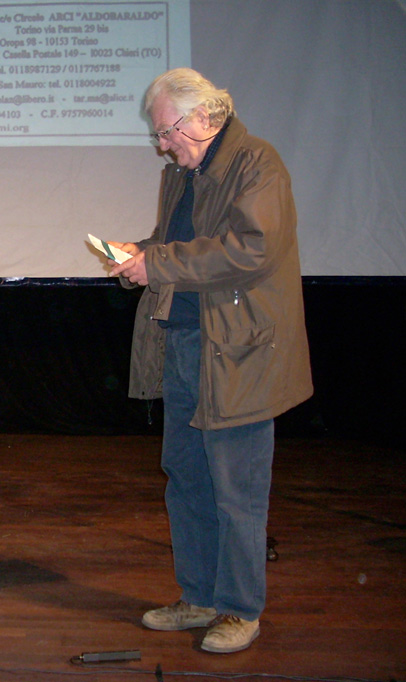
Tavo Burat, 2008

Tavo Burat (Geburtsname Gustavo Buratti Zanchi, * 22. Mai 1932 in Stezzano, Lombardei; † 8. Dezember 2009 in Biella) war ein italienischer Journalist, Schriftsteller und Dichter. Burat verbrachte einen Großteil seines Lebens mit der Rettung der piemontesischen Sprachinsel. Seit dem Jahr 1964 war Burat Sekretär einer internationalen Vereinigung, die Sprachen und Kulturen retten wollte, die vom Aussterben bedroht sind. Seine Bemühungen konzentrierten sich auf die piemontesische Sprache und  die frankoprovenzalische Sprache.

## Biografie
Burat wurde in Stezzano geboren.  1938 schloss er im Kanton Graubünden sein Studium mit einer Diplomarbeit über ein juristisches Thema ab. Er lehrte von 1968 bis 1994 Französisch an einer Mittelschule. Burat war Waldenser.
Er war der Gründer und erster Chefredakteur der Regionalzeitung La Slòira und zudem Redakteur der ALP 1974–2009.
Politisch war Burat in verschiedenen Funktionen aktiv, wobei sein Schwerpunkt vor allem auf ökologischen Themen lag. Von 1956 bis 1994 war er Stadtratsmitglied in Biella. Er wirkte 1975–1984 als Regionalmanager der PSI und war in den Jahren 1970–1993 Assessor bei der Comunità montana Bassa Valle Elvo. Als Vertreter der Grünen wirkte er bei der Überarbeitung der Satzung der Region Piemont mit. In den Jahren 2000–2009 war er Nationalrat für die Grünen. Ferner wirkte er von 1974 bis 2009 als Koordinator des Centro studi dolciniani, und er war Gründer der Consiglio della Resistenza federativo di Biella.

## Schriften

### Italienisch
- 1957: Diritto pubblico nel Cantone dei Grigioni
- 1974: La situazione giuridica delle minoranze linguistiche in Italia, dins I diritti delle minoranze etnico-linguistiche
- 1976: In difesa degli altri, dins U. Bernardi, Le mille culture, Comunità locali e partecipazione politica
- 1981: Decolonizzare le Alpi, dins Prospettive dell'arco alpino
- 1989: Carlo Antonio Gastaldi. Un operaio biellese brigante dei Borboni
- 1997: Federalismo e autonomie. Comunità e bioregioni
- 2000: Fra Dolcino e gli Apostolici tra eresia, rivolta e roghi
- 2002: L'anarchia cristiana di Fra Dolcino e Margherita[4] (Ed. Leone & Griffa)
- 2004: Eretici dimenticati. Dal Medioevo alla modernità (Ed. DeriveApprodi)
- 2006: Banditi e ribelli dimenticati. Storie di irriducibili al futuro che viene (Ed. Lampi di Stampa)

### Piemontesisch
- 1979: Finagi (Ca dë studi piemontèis)
- 2005: Lassomse nen tajé la lenga, (ALP)
- 2008: Poesìe, (Ca dë studi piemontèis)